# Rezső Soó

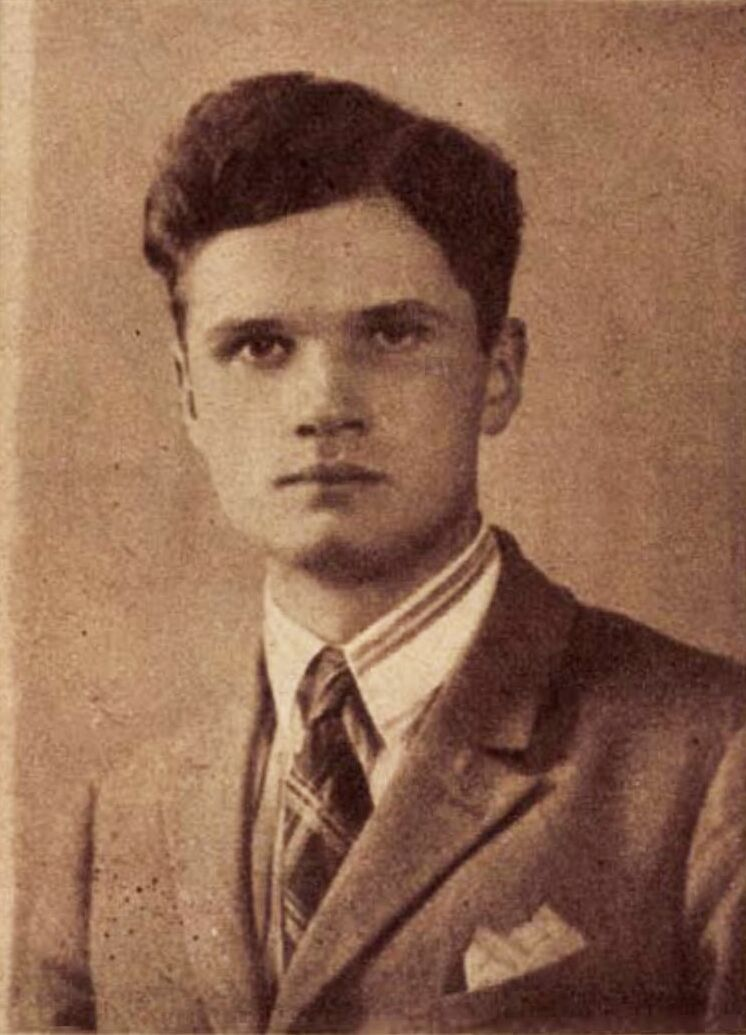
Rezső Soó

Károly Rezső Soó (Odorheiu Secuiesc, 1º agosto 1903 – Budapest, 10 febbraio 1980) è stato un botanico ungherese.

## Biografia
Rezső Soó si laureò all'Università Loránd Eötvös, dove compì anche gli studi di dottorato.
Quando l'"Istituto Ungherese di Studi Biologici" iniziò le sue attività il 5 settembre 1927 nella penisola di Tihany sul lago Balaton, il primo gruppo di studi era formato da Rezső Soó e dai genetisti Lajos Csik e Piusz Koller, dagli psicologi Sándor Müller, Gyula Méhes e Sándor Wolsky, e dagli idrobiologi Mihály Rotaridesz e Aladár Scherffel, ciascuno esperto di punta nel proprio campo di studi.
Rezső Soó studiò e catalogò la flora della zona facendo revisioni delle specie catalogate e descrivendo alcune nuove specie. Fu docente presso l'Università di Debrecen per oltre vent'anni. Durante la sua vita professionale, che durò sei decenni, pubblicò 600 articoli e 30 libri.
La sua area di studi preferenziale furono le orchidee, però il suo nome resta unito soprattutto alla definizione della "Fitogeografia dell'area dei versanti dei Carpazi", su cui pubblicò vari lavori:
- A magyar flóra és vegetáció rendszertani-növényföldrajzi kézikönyve. II / írta Soó Rezső / Budapest: Akadémiai Kiadó, 1966
- A magyar flóra és vegetáció rendszertani-növényföldrajzi kézikönyve. III / írta Soó Rezső / Budapest: Akadémiai Kiadó, 1968
- A magyar flóra és vegetáció rendszertani-növényföldrajzi kézikönyve. IV / írta Soó Rezső / Budapest: Akadémiai Kiadó, 1970
- A magyar flóra és vegetáció rendszertani-növényföldrajzi kézikönyve. V / írta Soó Rezső / Budapest: Akadémiai Kiadó, 1973

Le orchidee che studiò maggiormente furono quelle del genere Dactylorhiza di cui definì le seguenti specie:
- Dactylorhiza cruenta (O.F. Müller) Soó (1962)
- Dactylorhiza elata (Poiret) Soó (1962)
- Dactylorhiza foliosa (Sol. ex E.N. Lowe) Soó (1962)
- Dactylorhiza fuchsii (Druce) Soó (1962)
- Dactylorhiza latifolia (L.) Soó (1983)
- Dactylorhiza maculata (L.) Soó (1962)
- Dactylorhiza praetermissa (Druce) Soó (1962)
- Dactylorhiza romana (Sebastiani) Soó (1962)
- Dactylorhiza saccifera (Brongn.) Soó (1962)
- Dactylorhiza sambucina (L.) Soó (1962)
- Dactylorhiza traunsteineri (Sauter) Soó (1962)

## Opere
- Jávorka Sándor: A magyar növényvilág kézikönyve Soó, Rezső. I-II. Akadémiai Kiadó, Budapest (1951).
- Növényföldrajz. Egyetemi tankönyv Soó, Rezső. Tankönyvkiadó, Budapest (1963).
- Kárpáti Zoltán: Növényhatározó II. Magyar Flóra: Harasztok - virágos növények Soó, Rezső. Tankönyvkiadó, Budapest (1968).
- A magyar flóra és vegetáció rendszertani-növényföldrajzi kézikönyve Soó, Rezső. I-VII. Akadémiai Kiadó, Budapest (1964-1985).